# Sosti
Sosti (dansk) eller Wassersleben (tysk) er en lille forstad til Flensborg i det nordligste Tyskland, der ligger direkte ved Flensborg Fjord. Byen ligger ved den dansk-tyske grænse (ved Skomagerhus) og hører under Harreslev Kommune (Harrislee).
I 1871 kom landsbyen under Nyhus Kommune, 1938 blev den sammen med Kobbermølle indlemmet i Harreslev. Før 1920 tilhørte Sosti Bov Sogn.
Bebyggelsen er præget af mondæne lejlighedskomplekser med smuk udsigt over fjorden. Det er kun få hundred meter til nabobyen Kobbermølle.
Ved Skomagerhus begynder vandrestien Gendarmstien, der går gennem Kollund Skov.

## Etymologi
Bebyggelsen er på tysk opkaldt efter den dansk-tyske embedsmand Joachim Wasserschlebe, der i 1780 byggede et landsted ned ved stranden og indrettede her en park med sjældne botaniske vækster. Sosti blev derefter opkaldt efter villaens ejer og kom til at hedde Wassersleben på tysk. Ældste stedsbetegnelse er Sosti (på tysk Sostie). Navnet er sammensat af so for svin og sti i betydningen sti (oldnordisk stīgr) eller måske stald (oldnordisk stīa). Den kommer muligvis af, at bønderne har holdt svin på olden i skovene ned mod fjorden. Navnet Sosti er første gang dokumenteret 1767.
Nær kysten ved Sosti skal der stå Kongeegen, hvor ifølge overleveringen, Frederik 4. eller Christian 8. skal have spist frokost ved træet (sml. også Kongeegen ved Lyksborg Slot).

## Grænseovergangen Skomagerhus
Ved grænseovergangen Skomagerhus kan grænsen passeres via en lille træbro over åen Kruså. Nogle lokale tror fejlagtigt at Skomagerhus er Europas mindste grænseovergang og den eneste bro, som forbinder Danmark med Tyskland.[kilde mangler]

## Billeder
- Bålplads i Klus Skov
- Dyssen Røverkaptajnsbjerg (Räuberhauptmannsberg)
- En svane på stranden
- Grænseovergangen Skomagerhus ved Dambroen
- Biike-bålet den 21. februar (Pers Aften)